# Mario Reiter (calciatore)
Mario Reiter (Steyr, 23 ottobre 1986) è un calciatore austriaco, centrocampista del Dietach.

## Palmarès
- Erste Liga: 1

Wiener Neustadt:2008-2009